# Horezu keramika
Horezu keramika je jedinstvena vrsta rumunjske keramike koja se tradicionalno proizvodi ručno oko mjesta Horezu, u vlaškom dijelu Rumunjske (Županija Vâlcea), u blizini slavnog manastira Horezu. Ona odražava mnoge generacije razvoja znanja i umijeća lončarstva, zbog čega je umješnost proizvodnje Horezu keramike upisano na UNESCO-ov popis nematerijalne svjetske baštine u Europi 2012. godine.
Proizvodnja je podijeljena na muške i na ženske poslove. Tako muškarci uglavnom prikupljaju zemlju, čiste ju, vlaže, dijele i miješaju kako bi se dobila crvena glina koju lončari Horezua oblikuju posebnom tehnikom prstima koja zahtjeva koncentraciju, snagu i pokretljivost. Svaki lončar ima svoju tehniku oblikovanja, ali svaki poštuje slijed u procesu.
Žene prije pečenja ukrašavaju oblikovanu keramiku posebnim tehnikama i alatkama kako bi oslikali tradicionalne motive. Njihove vještine u kombiniranju dekoracija i boja određuje osobnost i jedinstvenost ove keramike. Boje su im sjajni tonovi smeđe, crvene, zelene, plave i tzv. „Horezu bjelokosne”.
Horezu kermičari koriste mnoge tradicionalne alate kao što su: mikser za čišćenje zemlje, lončarsko kolo ili češalj za oblikovanje, šuplji ovnovski rogovi i štapići s finim žicama na vrhu za ukrašavanje, te drvene peći za pečenje.
Ovaj drevni obrt je sačuvan u ognjištu predaka, danas poznato kao Olari ulica u Horezu, gdje obrtnici oblikuju glinu u istom mukotrpnom procesu kao i njihovi preci. Horezu je jednino povijesno rumunjsko keramičko središte u kojemu je ovaj obrt ostao glavni izvor prihoda za mnoge slavne obitelji kermaičara kao što su: Vicsoreanu, Iorga, Frigura, Mischiu, Popa i dr. Danas se prenosi kao i uvijek u krugu obitelji, ali i u majstorskim radionicama kroz šegrtovanje, te festivalima keramike i izložbama.

## Vanjske poveznice
- UNESCO video primjer (fr.)